# Laces BC
Laces Basketball Club, também conhecido como Laces BC, é um time profissional de basquete 3x3 norte-americano. É membro da liga de basquete Unrivaled e fez sua estreia em janeiro de 2025. O time tem sede em Miami, Flórida, e é liderado pelo treinador Andrew Wade.

## História
Em 24 de outubro de 2024, a liga de basquete Unrivaled anunciou os nomes e logotipos das seis equipes que se juntarão à liga: Laces BC, Lunar Owls BC, Mist BC, Phantom BC, Rose BC e Vinyl BC. Laces BC, assim como as outras cinco equipes, terá sede em Miami, Flórida, para a temporada inaugural de 2025. Alex Bazzell, presidente da Unrivaled, confirmou que a liga é proprietária das seis equipes. Os seis treinadores principais inaugurais foram contratados posteriormente, em 15 de dezembro.

### Temporada de 2025
Kayla McBride foi nomeada para a Primeira Equipe All-Unrivaled.

## Jogadoras
Em 20 de novembro de 2024, os seis treinadores principais colaboraram para equilibrar e escolher as escalações das seis equipes. Após o programa de seleção, o elenco do Laces BC definiu Kelsey Plum, Kayla McBride, Kate Martin, Alyssa Thomas, Courtney Williams e Stefanie Dolson como suas jogadoras.
No final de novembro de 2024, Kelsey Plum anunciou nas redes sociais que não iria mais participar da temporada de 2025 e que, em vez disso, "tiraria um tempo para si mesma durante a offseason", deixando o Laces com uma vaga de wildcard. Em 21 de dezembro de 2024, o Laces BC fez uma troca com o Lunar Owls BC, enviando Courtney Williams em troca de Natasha Cloud. Em seguida, o Laces BC trocou Cloud e sua vaga de wildcard com o Phantom BC em troca de Jackie Young e Tiffany Hayes.
| Jogadoras    | Jogadoras     | Jogadoras     | Jogadoras   | Jogadoras     | Jogadoras       |
| ------------ | ------------- | ------------- | ----------- | ------------- | --------------- |
| Jackie Young | Tiffany Hayes | Kayla McBride | Kate Martin | Alyssa Thomas | Stefanie Dolson |

### Reservas
Natisha Hiedeman foi transferida para o Laces como jogadora reserva em 27 de janeiro, devido à indisponibilidade de Alyssa Thomas e Jackie Young para o jogo daquele mesmo dia contra o Rose BC.
Em 8 de fevereiro de 2025, o Laces contratou Kiki Jefferson como reserva para o jogo contra o Vinyl BC naquele mesmo dia. No entando, o jogo foi cancelado "para priorizar a saúde e a segurança das jogadoras".
Em 18 de fevereiro, o Laces também contratou Betnijah Laney-Hamilton como reserva. Após participar de apenas dois jogos, Laney-Hamilton deixou a liga em 3 de março devido a uma lesão não identificada.